# Institut Rabe
Institut Rabe – radziecki instytut rakietowy w byłej siedzibie Wernera von Brauna w Bleicherode niedaleko Nordhausen w okupowanych Niemczech, którego zadaniem były poszukiwania i przejęcie dokumentacji niemieckich systemów rakietowych pozostałych po odejściu z Turyngii amerykańskich wojsk okupacyjnych po II wojnie światowej, oraz rozwijanie badań hitlerowskich w tej dziedzinie.
W ośrodku tym, obok Siergieja Korolowa, pod nadzorem pracował także jeden z przełożonych niemieckiego programu rakietowego w ośrodku Heeresversuchsanstalt w Peenemünde – Helmut Gröttrup. W 1946 roku kilka pracujących w instytucie grup naukowych zostało połączonych w jeden Institut Nordhausen, a 22 października 1946 roku NKWD aresztowało niemieckich naukowców wraz z rodzinami oraz specjalistami innych dziedzin techniki wojskowej i tę grupę około pięciu tysięcy osób wywieziono w głąb ZSRR, gdzie mieli kontynuować swoje prace pod ścisłym nadzorem. Pracownikami instytutu byli naukowcy radzieccy (w tym Siergiej Korolow) oraz zmuszeni do pracy w nim niemieccy naukowcy i inżynierowie, pracujący uprzednio w programach naukowych i konstrukcyjnych niemieckich systemów rakietowych V-1 i V-2.